# Jeuxvideo.com
Jeuxvideo.com(Jeux Vidéo, 쥐 비디오)은 프랑스의 비디오 게임 전문 웹사이트이다. 비디오 게임을 다루는 뉴스와 포럼을 운영한다. 1997년에 설립됐으며 2000년 게임로프트가 인수했다.

## 역사
1995년 창립자 세바스티앙이 월드 와이드 웹이 생기기 이전의 인터넷 표준 미니텔에 호스팅한 비디오 게임 힌트 모음집가 시초였다. 이것이 유명해지자 1997년 웹사이트 'Jeuxvideo.com'로 옮기면서 공식적으로 사이트가 설립됐다. 2015년 8월, 사이트가 해킹공격을 받아 관리측에서 사용자들에게 비밀번호를 변경하라 권유했다.